# Зоологічний музей імені М. М. Щербака
Зоологічний музей імені М. Щербака — одна з п'яти експозицій Національного науково-природничого музею НАН України, що є найвідомішою і найбільшою зоологічною експозицією в Україні. У 1919—1930 роках музей існував як окрема наукова установа, започаткована академіком М. Ф. Кащенком у складі Всеукраїнської академії наук. З 1930 року входив до Інституту зоології та біології ВУАН (згодом з 1939 року — Інститут зоології). З 1996 року в складі ННПМ, як його експозиція (власне «зоологічний музей») та як колектив (відділ зоології ННПМ).
З 2007 року музей носить ім'я відомого зоолога М. М. Щербака, що очолював цей підрозділ протягом 1963—1998 років і започаткував зоологічну експозицію в її сучасному вигляді.
Опікується музеєм і розміщується в його приміщені відділ зоології ННПМ, що складається з близько 10 науковців-зоологів.
Окрім експозиційних експонатів, у фондах Музею зберігається величезна наукова колекція тварин, що разом з експозицією офіційно становить національне надбання України, містить зокрема велику кількість типових екземплярів.
Відділ зоології ННПМ видає свій науковий журнал «Збірник праць Зоологічного музею», серію каталогів з назвою «Каталог коллекций Зоологического музея ННПМ НАН Украины» і логотипом «Зоологічний музей України» (Museum Zoologicum Ukrainiense).

## Історія створення музею
Ще 1869 року при Університеті було організвано Київське товариство природознавців. Наприкінці ХІХ століття було утворено Київський відділ Імператорського Товариства правильного полювання і при ньому музей на Хрещатику. На початку 1907 року було засновано Київське товариство любителів природи.

Логотип зоомузею.

Створення Зоологічного музею АН пов'язано з формуванням Української академії наук. Свого часу, майже відразу по скасуванні заборони вживання української мови для недержавних установ у 1905 р. (для державних установ заборона діяла надалі), 11 травня 1907 р. з ініціативи М. Грушевського було створено Українське наукове товариство, яке провадило свою діяльність в Києві та об'єднувало навколо себе ініціативних наукових та суспільних діячів.
На тлі політичної та соціальної нестабільності в Європі, яка особливо збурилася з початком світової війни 1914 р. і призвела до розпаду Російської (лютий 1917 р.) та Австро-Угорської (жовтень 1918 р.) імперій, на одному із засідань цього наукового товариства у квітні 1917 р. ставиться питання про заснування Української академії наук.
Упродовж року були опрацьовані кілька варіантів засад діяльності та організаційної структури академії, та нарешті 5 травня 1918 р. тодішній міністр народної освіти при уряді Гетьмана Української держави Павла Скоропадського, М. П. Василенко подав підготовлений спеціальною комісією Українського наукового товариства план заснування Української академії наук. Вже в цьому статуті Академії було передбачено створення Зоологічного музею одночасно з іншими академічними інститутами. З червня по вересень 1918 р., під головуванням академіка Російської академії наук Володимира Вернадського працювала комісія з підготовки законопроєкту, який невдовзі був схвалений Радою Міністрів і затверджений Гетьманом. Нарешті Українську академію наук було урочисто відкрито 14 листопада 1918 р.
Для розбудови Української академії наук було створено спеціальні комітети. З ініціативи професора Київського університету С. Ю. Кушакевича 1919 року почав роботу Фауністичний комітет («Комітет для виучування фауни України») за головування Миколи Феофановича Кащенка. Саме рішенням цього комітету 1 травня 1919 р. були виділені кошти та призначений куратор колекцій, що надходять до Зоологічного музею. Сам М. Кащенко керував Зоомузеєм в цілому, а колекціями опікувався відомий ентомолог Володимир Караваєв. В штаті музею на той час працювали 22 особи.

### Розбудова музею в до-ольгинський період
Перші два роки свого існування музей займав дві кімнати в приміщенні Академії наук по вул. Володимирській, 54 (у 1922—1944 рр. мала назву вул. Короленка; нині тут приміщення Президії НАН України).
Влітку 1921 р. музей було переміщено в будинок 14 по бульвару Шевченка (колишня гімназія; нині — «жовтий корпус» Київського університету). Взимку 1925 р. музей переїхав (в межах того ж кварталу) на вул. Чудновського, 2.
В цей період у закладі працювали такі відомі зоологи як М. Ф. Кащенко, В. О. Караваєв, М. В. Шарлемань, С. Ю. Парамонов, М. М. Воскобойников, Л. А. Шелюжко, О. Б. Кістяківський. Також протягом 1919—1923 років в музеї працював майбутній видатний еволюційний біолог Феодосій Добжанський.

### Ольгинський період (доІІ СВ)
На початку березня 1927 р., після року наполегливих клопотань з боку Всеукраїнської академії наук, Київський окрвиконком закріпив за академією будівлю на розі вулиць Короленка і Леніна (зараз Володимирської та Б. Хмельницького).
Спорудження цього будинку було розпочато у 1914 р. за проєктом архітектора П. Ф. Альошина для Ольгинської жіночої гімназії. З початком війни цю будівлю забрали під госпіталь. Велична триповерхова будівля у стилі неокласицизму відзначена майстерним виконанням архітектурних форм, що дозволяє вважати її одним з найкращих взірців цього стилю в Києві. У роки громадянської війни будинок, що його ледве встигли перекрити дахом, сильно постраждав. Деякий час у покинутих приміщеннях навіть містилося кубло злочинців. Тільки у 1927 р. коштами Київського окрвиконкому та під постійним наглядом Павла Альошина споруду було добудовано мансардним поверхом і баштою. З нагоди 10-ї річниці Жовтневої революції цю будівлю передано Всеукраїнській академії наук, щоб розмістити тут академічні музеї та деякі інститути. Внутрішні роботи тривали протягом 1928 р., тому академічні установи розташувалися у будинку лише з наступного 1929 р.
Таким чином, Зоологічний музей розташувався в академічній будівлі у центрі міста (зараз буд. 15 по вул. Б. Хмельницького), де й дотепер перебувають його експозиція, колекції, та працюють наукові співробітники.
З перших днів свого існування музей розглядався як одне з головних сховищ зоологічних колекцій України і сюди були передані на збереження збори багатьох суспільних і державних організацій того часу — Українського наукового товариства, Київського орнітологічного товариства, Київської губернської станції захисту рослин, Київського інституту народної освіти. Поповнення також відбувалось за рахунок переданих багатьма відомими професійними зоологами своїх матеріалів — П. П. Сушкина, Івана Підоплічки, Євгена Звєрезомб-Зубовського, В. Г. Лебедєва, Олександра Кістяківського, Олександра Браунера. Більш того, відомі тогочасні колекціонери та мандрівники, розуміючи значимість Зоологічного музею, передавали свої особисті матеріали у фондові сховища (Мигуненко, І. Г. Гохгут, С. Я. Парамонов, І. І. та І. П. Жихарєви).
У 1926 р. Миколу Кащенка на посаді директора музею замінив проф. В. А. Караваєв, чия велика колекція тропічних мурах і метеликів, збори плазунів, птахів і ссавців також зберігалась в музеї. З цього ж року Зоологічним музеєм було почате видання наукових збірників, що отримали назву «Збірник праць Зоологічного музею». В кінці 1930 року музей було включено до київської філії (були ще одеська і харківська) новоствореного Інституту зоології та біології ВУАН, і від 1930 р. музей більше не існував як окрема установа. Період діяльності музею у складі ІЗБ ВУАН був досить плідним (у 1934—1939 рр. музеєм керував Микола Шарлемань). До початку 1940-х років у фондових колекціях було близько 3000 одиниць звірів, 17000 птахів, 6000 земноводних і плазунів, 1500 риб, 4000 молюсків, близько 1 000 000 комах і інших безхребетних. У значній мірі саме вони дозволили співробітникам музею опублікувати ряд монографій по окремим групам тварин України, переважно як окремі випуски «Трудів Інституту біології й зоології»: «Мурашки України» (А. В. Караваєв), «Зоогеографія України» (М. В. Шарлемань), «Птахи УРСР» (М. В. Шарлемань) та деякі інші.
Разом з тим, військові події 1941—1944 років спричинили істотні втрати, тому що колекції псувалися через відсутність належного догляду, найкращі зразки були вивезені окупаційними німецько-фашистськими властями за межі країни. Пізніше деякі з них вдалось розшукати. Так, у Познані була знайдена і повернута до музею колекція птахів і метеликів, у Кенигсберзі — ще одна частина колекції комах, у Хальсберзі — колекція жуків проф. В. Г. Лєбєдєва.

### Повоєнна історія музею
Післявоєнні роки пов'язані з відновленням експозиційної частини музею і колекцій. У цей час у різні періоди ним керували проф. В. М. Артоболевський, проф. І. Т. Сокур, проф. М. А. Воїнственський. Нові наукові матеріали концентрувались в фондах музею та були використані для підготовки й публікації серії робіт з фауни України.
У 1963 році, з призначенням нового керівника, М. М. Щербака, почався період значних змін. Очоливши Зоологічний музей спочатку як неструктурну лабораторію відділу фауни хребетних в Інституті зоології АН УРСР, Микола Миколайович активно включився у реконструкцію музею. Його мрією було створення не лише зоологічного музею як окремої одиниці, а формування Національного науково-природничого музею, як в усіх розвинених країнах світу.
Сучасний вигляд експозицій Зоологічний музей набув завдяки діяльності М. М. Щербака і його лабораторії, до якої входили: В. П. Шарпило, Ю. О. Костюк, Ю. В. Мовчан, В. М. Лоскот, В. І. Монченко, В. М. Єрмоленко, В. І. Крижанівський. Микола Щербак організував численні поїздки по Україні та за її межі для поповнення фондів та створення нових експонатів. Завдяки цим експедиціям із середини 60-х років фондові колекції планомірно зростають. Збори із Середньої і Центральної Азії, Далекого Сходу, В'єтнаму, інших країн стають основою наукової діяльності спеціалістів, дозволяють видавати численні наукові і популярні статті і книги. Деякі роботи співробітників музею були реалізовані в фундаментальних випусках «Фауни України».
1966 року зоологічний музей увійшов до складу (як одна з експозиційних частин) Центрального науково-природничого музею АН УРСР (згодом Національний науково-природничий музей НАН України), проте група фахівців, що його обслуговувала залишалася у штаті Інституту зоології АН УРСР до 1996 року, тобто подальші 30 років.
У наш час експозиція «Зоологічний музей» є однією з найбільш відвідуваних частин ННПМ. Спеціалісти та науковці часто звертаються до колекцій Зоологічного відділу ННПМ для вивчення фауни, систематики та мінливості тварин.
Протягом 1999—2016 завідувачем музею був Євген Писанець.

### Очільники музею як установи (1919—1934) та відділу (1934-2017)
В різні часи музей очолювали різні науковці.
Протягом 1919—1934 років, коли музей був самостійною установою, його директорами були: 
● Кащенко Микола Феофанович — 1919—1926 — як директор Зоологічного музею АН; 
● Караваєв Володимир Опанасович — 1926—1934 — як директор Зоологічного музею АН.
Надалі музей був у складі одного з відділів послідовно 4х установ, і цими відділами (а тому й експозицією «Зоологічний музей») керували: 
у складі ІЗБ: ● Шарлемань Микола Васильович — 1934—1939 — як керівник відділу фауністики та систематики в ІЗБ ВУАН і надалі в ІЗАН АН УРСР;
у складі ІЗАН: ● Парамонов Сергій Якович — 1940—1941 — як керівник Зоологічного музею при ІЗАН АН УРСР;
у складі ІЗР: ● Шарлемань Микола Васильович — 1942—1943 — як співдиректор Інституту захисту рослин;
у складі ІЗАН: ● Артоболевський Володимир Михайлович — 1944—1946 — як директор об'єднаного музею АН та КДУ; ● Сокур Іван Тарасович — 1947—1954 — як завідувач відділу фауністики і зоомузею ІЗАН АН УРСР; ● Воїнственський Михайло Анатолійович — 1956—1963 — як завідувач відділу фауністики і зоомузею ІЗАН АН УРСР; ● Щербак Микола Миколайович — 1963—1998 — як завідувач групи «Зоологічний музей» при відділі фауністики ІЗАН АН УРСР;
у складі ННПМ: ● Писанець Євген Максимович — 1999—2016 — як керівник відділу Зоологічний музей ННПМ НАН України; ● Пєсков Володимир Миколайович — з 2016 — як заступник Є. Писанця.

## Експозиція
У коридорах та двох великих залах музею розміщено близько 5 000 експонатів тварин 4 000 видів. Експозиція побудована за систематичним принципом, від примітивніших організмів до птахів і ссавців. У ній освітлені будова і родинні відносини кожної групи тварин, поширення, найважливіші представники й охоронний статус видів. Музей проводить широку просвітницьку роботу. Стажування на базі музею проходять студенти, аспіранти, наукові співробітники і працівники інших музеїв. Щороку в музеї буває понад 400 тис. відвідувачів, співробітники проводять близько 100 оглядових і тематичних екскурсій.
діорами

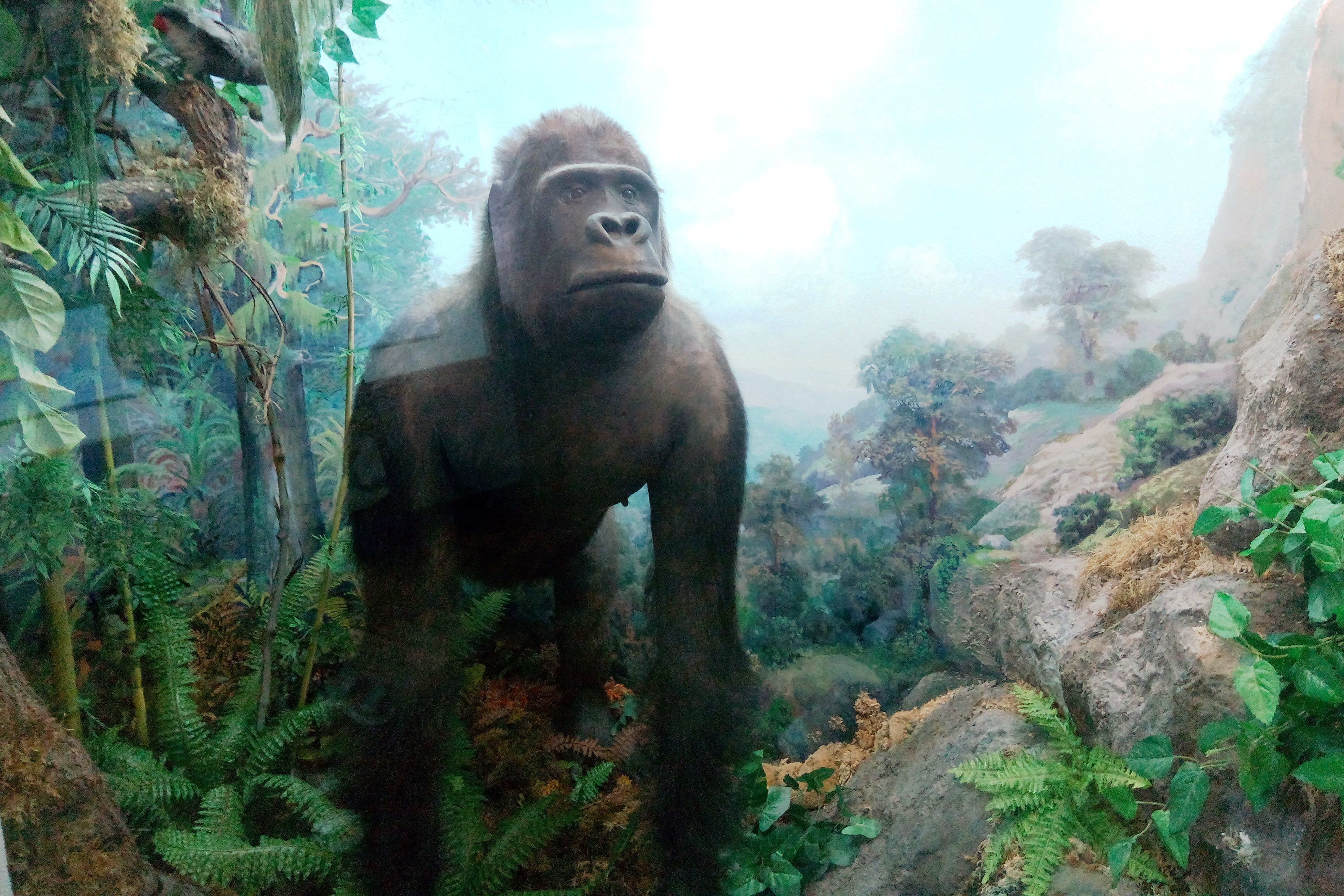
Тропічний ліс та горила
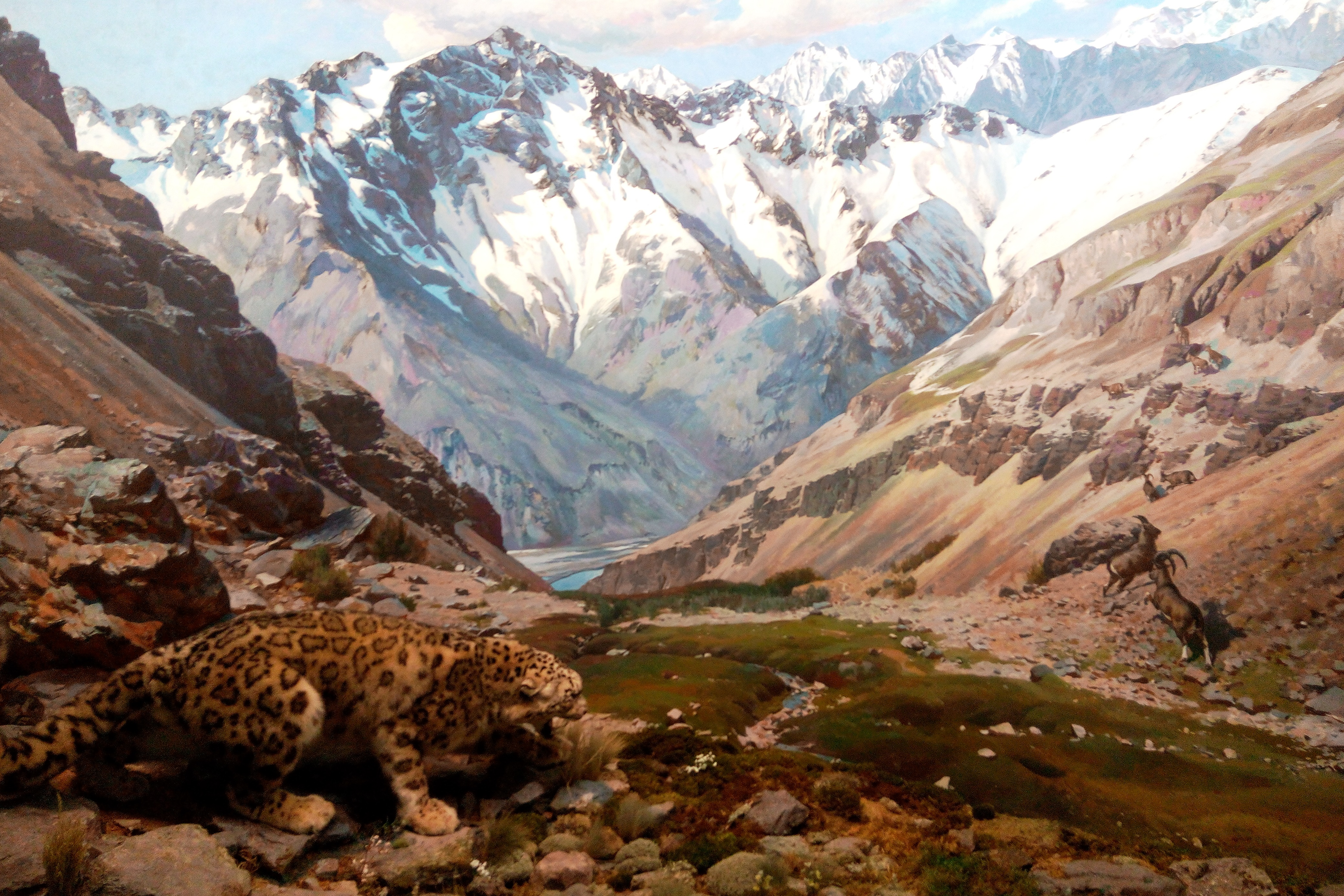
гори Азії та сніговий барс
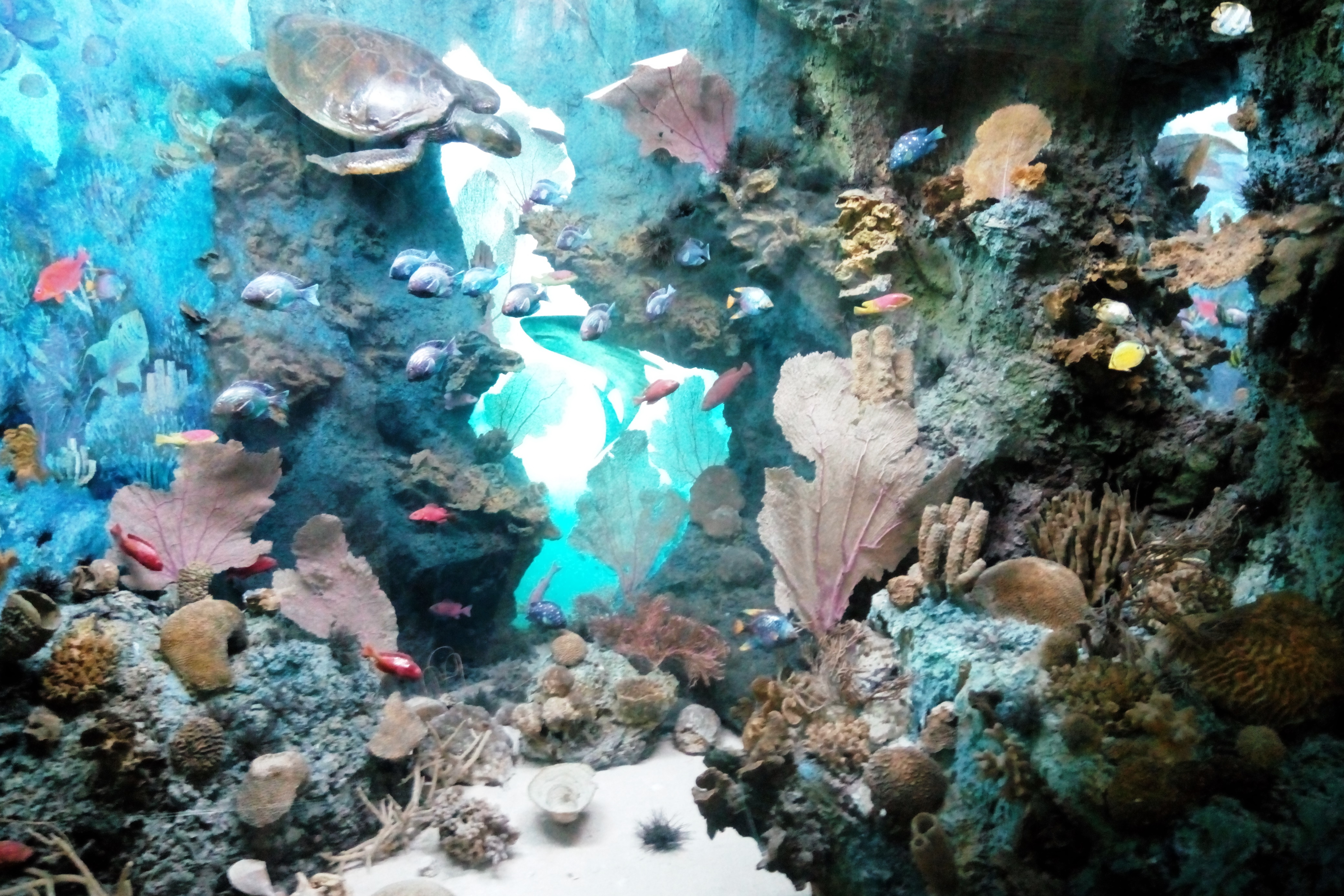
Морська западина та її фауна

стенди

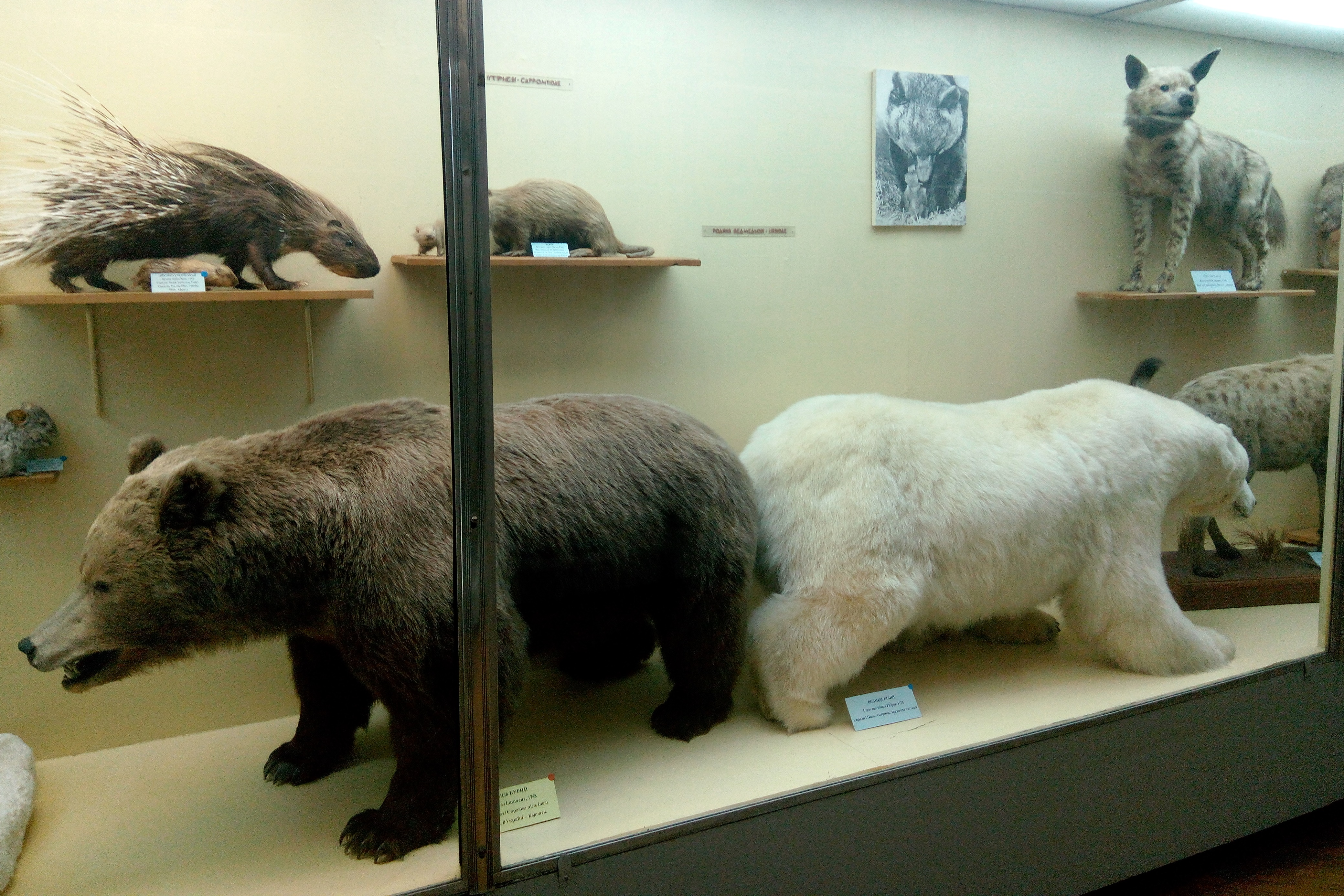
Ведмеді бурий i білий
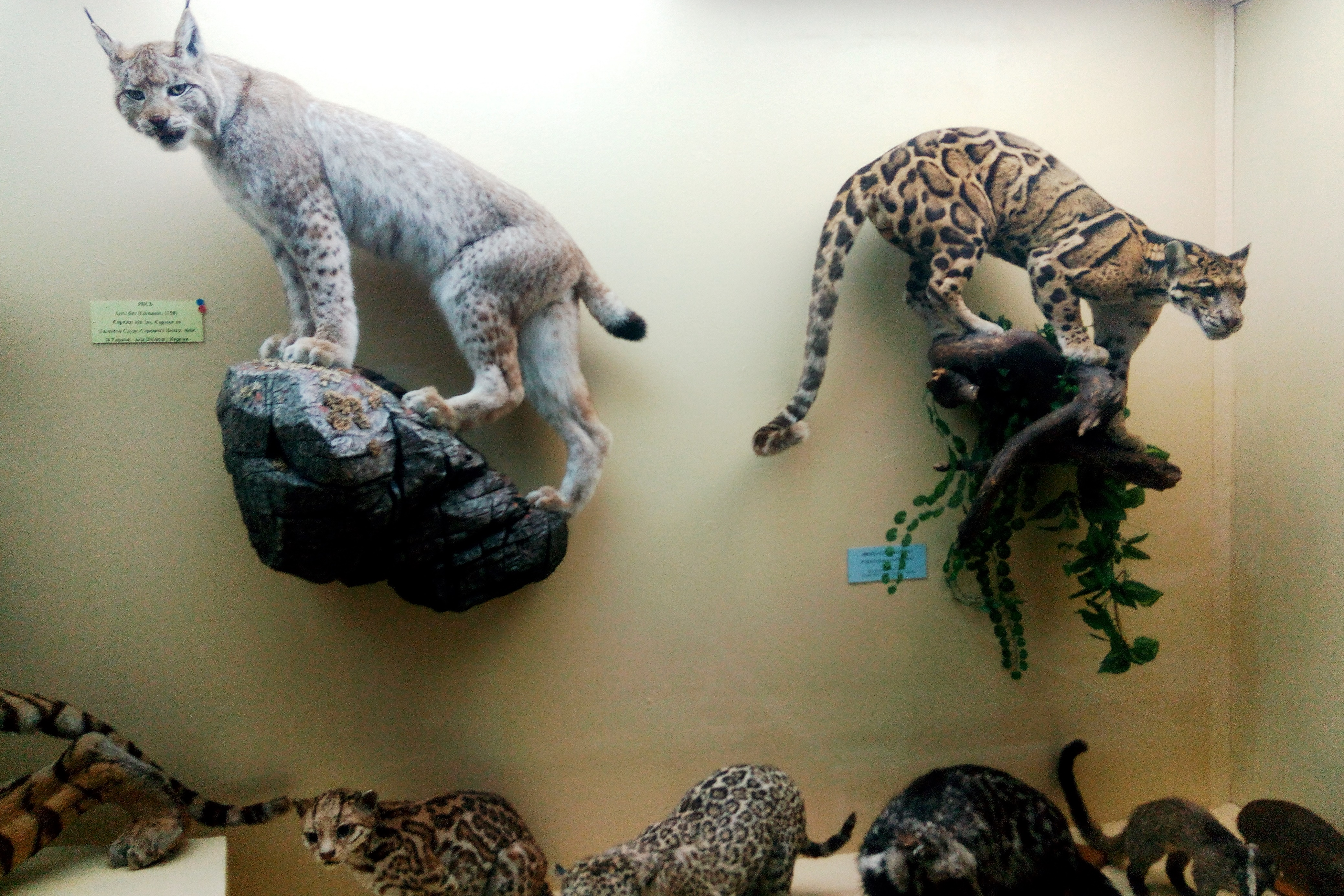
Представники родини котових
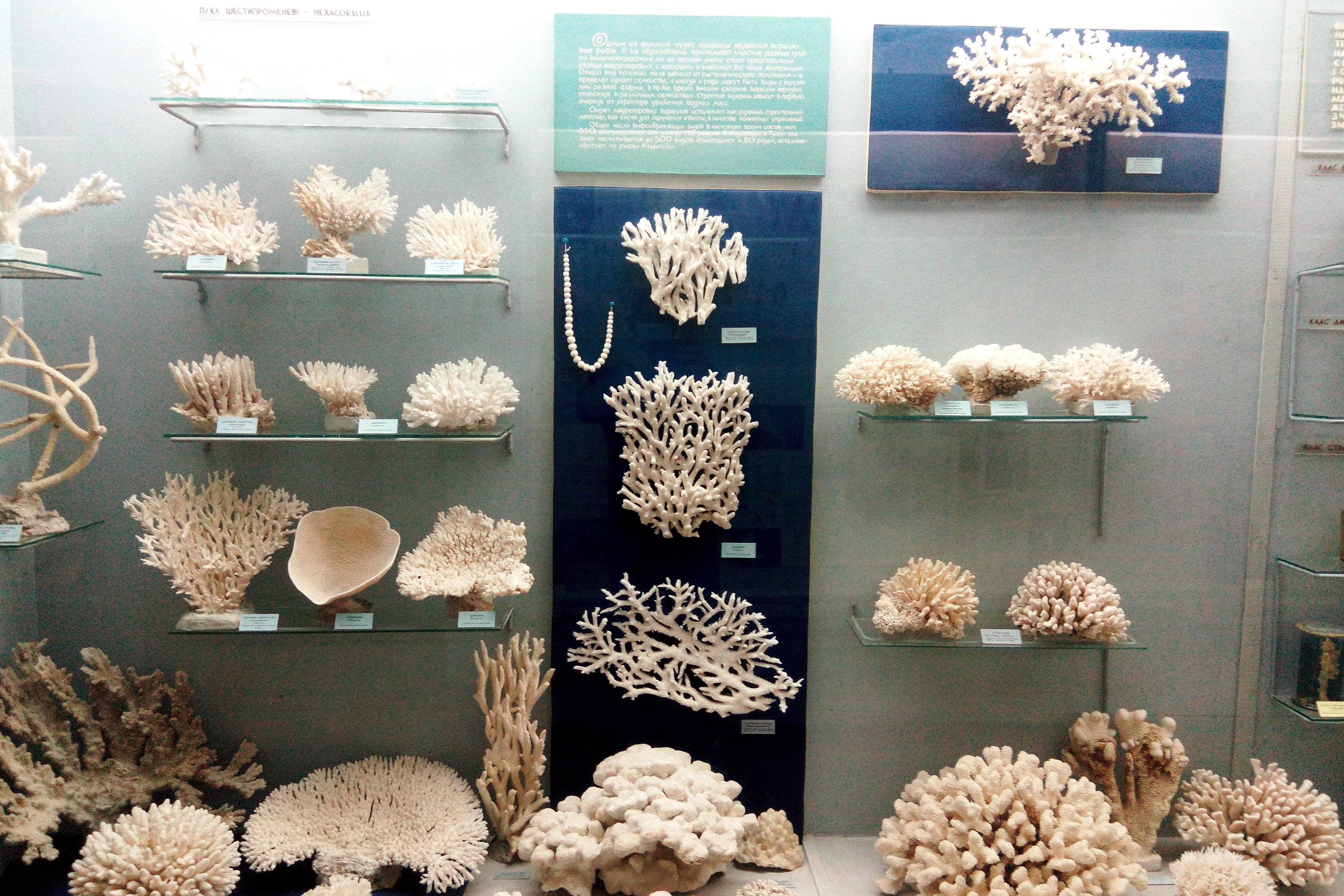
Корали
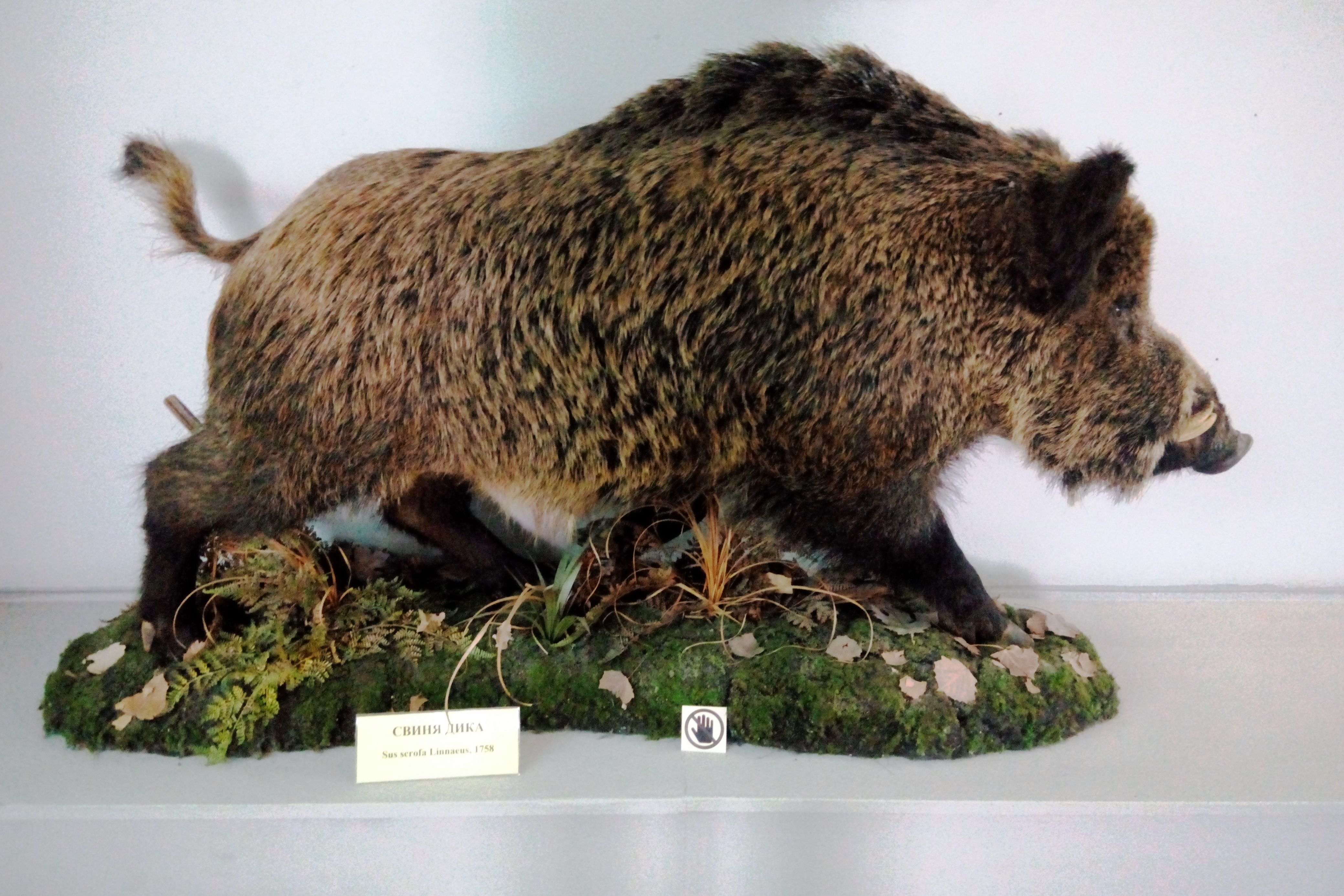
Свиня дика

## Публікації

Обкладинка щорічника «Збірник праць зоологічного музею» за 2013 р.

### Збірник праць Зоологічного музею
Починаючи з 1926 року, музей видавав і дотепер видає Збірник праць Зоологічного музею. Хоча музей як самостійна установа припинив своє існування ще у 1934 році (за іншими даними — у 1930), це видання мало значну підтримку в усі часи існування в Україні академії наук — і УАН, і ВУАН, і АН УРСР, і НАН України. Цьому виданню присвячено низку бібліографічних оглядів. Визнання статусу видання є визнанням і самого музею як центральної установи в історії розвитку зоології та природничої музеології в Україні. Музей був і є установою, яка заслуговує на підтримку і закономірно отримує її. Зокрема, 2018 року директор Національного науково-природничого музею, до якого в поточний час відноситься Зоологічний музей, І. Г. Ємельянов обраний головним редактором цього видання. Зоологічний музей Академії наук України — це своєрідний незримий коледж, Invisible College, і видання музею є його основною площадкою, трибуною, часописом, які ведуть літопис історії музею.
У різні періоди головними редакторами та упорядниками ЗПЗМ були:
- Володимир Караваєв (1864—1939) — став директором з 1926 р. і відтоді почалася історія ЗПЗМ
- Сергій Парамонов (1894—1967) — був редактором і в часи керування Шарлеманем, зокрема й у 1937 р.
- Євген Писанець (1949—2016) — редактор відновленого видання, у 2005—2016 рр.
- Ігор Ємельянов (1947) — редактор з 2017 р.

### Каталоги колекцій

Одна з найповніших збірок з даними про колекційні зразки тварин в Україні.
Серед видань музею також і контрольні списки фауни [Архівовано 19 жовтня 2019 у Wayback Machine.], у тому числі підготовлений Анатолієм Щербухою і виданий за редакцією Євгена Писанця список «Українська номенклатура іхтіофауни України»:
- Щербуха А. Я. Українська номенклатура іхтіофауни України [Архівовано 19 жовтня 2019 у Wayback Machine.] / За ред. Є. М. Писанця; Зоологічний музей ННПМ НАН України. — Київ: ННПМ, 2003. — 50 с.